# Charles Brandt
Charles Brandt, nato Charles Christian Brandt (Filadelfia, 27 maggio 1862 – Filadelfia, 9 giugno 1924), è stato un attore statunitense del cinema muto.
Era un conosciuto attore teatrale di fine Ottocento. Esordì sullo schermo in His Chorus Girl Wife, un cortometraggio della Lubin Manufacturing Company che aveva come interprete femminile Florence Lawrence, una delle più note attrici dell'epoca.
Nella sua carriera, che durò per tutti gli anni dieci del Novecento, Brandt prese parte come attore caratterista a una sessantina di pellicole nelle quali impersonò spesso figure paterne.
Morì il 9 giugno 1924 all'età di 62 anni.

## Filmografia
- His Chorus Girl Wife, regia di Harry Solter - cortometraggio (1911)
- A Blind Deception, regia di Harry Solter - cortometraggio (1911)
- The Nicotine Conspiracy - cortometraggio (1911)
- The Heart of a 'Boss' - cortometraggio (1912)
- The Physician's Honor - cortometraggio (1912)
- A Matter of Business - cortometraggio (1912)
- The Preacher and the Gossip, regia di Joseph W. Smiley - cortometraggio (1912)
- A College Girl, regia di Joseph W. Smiley - cortometraggio (1912)
- A Leap Year Lottery Prize - cortometraggio (1912)
- A Husband's Awakening - cortometraggio (1912)
- The Stolen Ring - cortometraggio (1912)
- Honor Thy Father - cortometraggio (1912)
- A Child's Devotion - cortometraggio (1912)
- The Amateur Iceman - cortometraggio (1912)
- The Heavenly Voice - cortometraggio (1912)
- The Stolen Symphony, regia di Arthur V. Johnson - cortometraggio (1912)
- John Arthur's Trust, regia di Arthur V. Johnson - cortometraggio (1913)
- A Timely Rescue, regia di Arthur V. Johnson - cortometraggio (1913)
- The Insurance Agent, regia di Arthur V. Johnson - cortometraggio (1913)
- Annie Rowley's Fortune, regia di Arthur V. Johnson - cortometraggio (1913)
- Doctor Maxwell's Experiment, regia di Arthur V. Johnson - cortometraggio (1913)
- When John Brought Home His Wife, regia di Arthur V. Johnson - cortometraggio (1913)
- The Pawned Bracelet, regia di Arthur V. Johnson - cortometraggio (1913)
- The Power of the Cross, regia di Arthur V. Johnson - cortometraggio (1913)
- The School Principal, regia di Arthur V. Johnson - cortometraggio (1913)
- The District Attorney's Conscience, regia di Arthur V. Johnson - cortometraggio (1913)
- The Benefactor, regia di Arthur V. Johnson - cortometraggio (1913)
- The Sea Eternal, regia di Arthur V. Johnson - cortometraggio (1913)
- The Parasite, regia di Arthur V. Johnson - cortometraggio (1913)
- Lord Algy - cortometraggio (1914)
- Behind the Footlights - cortometraggio (1914)
- Kiss Me Good Night- cortometraggio (1914)
- The Shadow of Tragedy
- The Question and Answer Man
- The Wolf, regia di Barry O'Neil (1914)
- The Man with a Future
- A Daughter of Eve, regia di Barry O'Neil (1914)
- The Fortune Hunter, regia di Barry O'Neil (1914)
- The Quack, regia di Wilbur Melville (1914)
- The Road o' Strife
- The College Widow, regia di Barry O'Neil (1915)
- In the Dark, regia di Joseph Kaufman (1915)
- The Sporting Duchess, regia di Barry O'Neill (1915)
- The District Attorney, regia di Barry O'Neill (1915)
- The Climbers, regia di Barry O'Neill (1915)
- The Great Ruby
- Think Mothers, regia di Joseph Kaufman (1915)
- The Rights of Man: A Story of War's Red Blotch
- Sweeter Than Revenge
- The Evangelist, regia di Barry O'Neill (1915)
- A Circus Romance
- The Soul Market, regia di Francis J. Grandon (1916)
- Friday the 13th, regia di Émile Chautard (1916)
- Nanette of the Wilds, regia di Joseph Kaufman (1916)
- The Gulf Between, regia di Wray Physioc (Wray Bartlett Physioc) (1917)
- The Beautiful Mrs. Reynolds, regia di Arthur Ashley (1918)
- The Cross Bearer, regia di George Archainbaud (1918)
- As a Man Thinks, regia di George Irving (1919)
- A Misfit Earl, regia di Ira M. Lowry (1919)
- The Master Mind, regia di Kenneth S. Webb (1920)